# Raphaël de Casabianca (général)
Pour les articles homonymes, voir Raphaël de Casabianca et Casabianca.
Raphaël de Casabianca, né le 27 novembre 1738 à Vescovato (Corse), mort le 28 novembre 1825 à Bastia, est un général et sénateur français de la Révolution et de l'Empire.

## Biographie
Il est le frère (ou l'oncle selon les sources) de l'officier de marine Luc-Julien-Joseph Casabianca, mort à la Bataille d'Aboukir (1798).

### L'ancien régime
Élevé dans la haine des Génois, et plaçant le bonheur de la Corse dans la réunion de cette île à la France, Casabianca concourt à la soumission de son pays en servant dans les troupes que Louis XV y a envoyées.
Nommé en 1770, capitaine de grenadiers dans le régiment d'infanterie de Buttafuoco, levé pour servir en France, il vient à Paris, mais les services qu'il a déjà rendus auprès de ses compatriotes décident Louis XV à le renvoyer en Corse. Il est fait capitaine au régiment Provincial-Corse le 23 août 1772, il reçoit en 1773 le brevet de major et est chargé de plusieurs missions délicates par les gouverneurs de Narbonne et de Marbeuf, dont il justifie la confiance par sa conduite.
En novembre 1774, le général de Sionville l'envoie dans le Fiumorbo  pour y mettre bon ordre à des mouvements de contestation. Il gagne la confiance des rebelles en leur promettant liberté et amnistie, puis il les fait arrêter et exécuter.
Il est promu en 1777, lieutenant-colonel du régiment dans lequel il sert comme capitaine, il le commande encore lorsque l'Assemblée constituante déclare la Corse partie intégrante du territoire français,.

### La Révolution
En février 1790, les délégués des six juridictions du Cismonte, réunis à Bastia, le désignent, avec trois autres personnalités, pour rencontrer à Londres Pascal Paoli, et le convaincre de revenir. En avril, il rentre à Paris avec Paoli. Puis, en tant que député du Comité Supérieur de Bastia, il accompagne ce dernier devant l'Assemblée Nationale Constituante et remercie l'Assemblée au sujet de la déclaration d'intégration.
Il reçoit le 15 septembre 1791, le grade de colonel et le commandement de la 49e demi-brigade d'infanterie. Envoyé à l'armée du Nord, commandée par le maréchal de Rochambeau, il conduit l'aile droite des troupes de la division Biron aux attaques dirigées contre Mons, et combat constamment à la tête du bataillon de campagne de son régiment. Son intelligence et sa bravoure lui valent les éloges du général Biron en présence de l'armée.
Forcé de suivre le mouvement de retraite qui s'opère alors, Casabianca bat un corps de uhlans, le poursuit dans Quiévrain, escalade les murs de cette ville, fait enfoncer les portes, et s'en empare. Mais les 8 000 hommes du corps de Biron, qui croient cette entreprise téméraire et impossible, admettent aisément la nouvelle de la défaite et de la mort de Casabianca. Pris de panique, il se débandent et se sauvent jusqu'à Valenciennes. La ville de Quiévrain n'étant pas préparée à un siège, Casabianca doit abandonner la place qu'il a si heureusement enlevée. Le ministère le récompense de ce fait d'armes le 30 mai 1792, par le grade de maréchal de camp.
Envoyé à l'armée des Alpes aux ordres du marquis de Montesquiou, il est placé à l'avant-garde, s'empare de la grotte de Pont-de-Beauvoisin, rejoint le corps principal de l'armée à Chambéry, enlève Chatelart, perce dans la Tarentaise, prend position au pied du petit Saint-Bernard, chasse les Piémontais de la Maurienne et de la Savoie, et assure de la sorte la conquête de ces deux pays.
Il se rend en Corse, où Paoli lui donne le commandement en second d'Ajaccio. Dans la lutte d'influence que se livre les Bonaparte et Pozzo di Borgo, il soutient les premiers.
Embarqué pour la Sardaigne que l'on voulait surprendre, il commande l'expédition contre Cagliari menée par l’amiral Truguet. Il débarque le 14 février 1793 mais est contraint au rembarquement, 6 jours plus tard, en raison de l’insubordination d’un corps de Marseillais, et revient à Golfe-Juan. 
En avril 1793, il est nommé commandant de la 43e Division militaire  par Saliceti en remplacement de Pascal Paoli, déchu de ses fonctions, mais il est arrêté par les partisans de celui-ci à Cervione. En mai, les autorités françaises, pour calmer les esprits, le relèvent de ses fonctions. À la Cunsulta Straudinaria de Corte, il est déchu de son mandat de député. 
Paoli  soulève la Corse et fait appel aux Anglais. Enfermé dans Calvi avec environ 2 000 hommes, Casabiancal y soutient pendant trente-neuf jours un siège entretenu par l'amiral Hood et le général Stuart. Début août, la citadelle étant en partie détruite par le feu continu des batteries anglaises, Casabianca accepte de capituler. La garnison n'est pas considérée comme prisonnière de guerre et les 1 250 survivants sont acheminés avec leurs armes à Toulon par la marine anglaise. C'est devant le siège de Calvi qu'il a été élevé le 19 mars 1794, au grade de général de division. 
En 1796, il sert sous Masséna en Italie, puis sous le général en chef Napoléon Bonaparte, qui le charge d'une expédition vers la Corse. Les Anglais ayant évacué l'île, il prend le commandement du département de Liamone, qu'il quitte bientôt pour celui de Gênes, où il parvient à apaiser les factions. Employé en 1798 à l'armée de Rome commandée par Championnet, il repousse vivement l'armée napolitaine, et s'empare de Coni le 6 décembre.
En 1799, après avoir fait la guerre avec Masséna à l'armée d'Helvétie, il est envoyé dans l'Ouest. Il s'occupe à faire fortifier Saint-Brieuc — détruisant notamment la chapelle Notre-Dame-de-la-Fontaine pour construire une barricade — lorsque le premier Consul récompense ses services, en le faisant nommer au Sénat conservateur parmi la première promotion, avec d'autres gloires de la Révolution.

### L'Empire
En 1804, Napoléon Ier lui demande un rapport  sur le comportement du général Joseph Morand, qu'il soupçonne d'administrer l'île avec tyrannie, notamment après l'affaire de la Conspiration d'Ajaccio. S'appuyant sur des documents authentiques, Casabianca fait un rapport accablant qu'il soumet à l'Empereur. Les condamnés d'Ajaccio sont remis en liberté et le jugement est annulé. Le général Morand est révoqué.  
Il est fait membre de la Légion d'honneur le 11 vendémiaire an XI (3 octobre 1802), et grand officier de l'Ordre le 26 prairial an XIII (15 juin 1805). Il est titulaire de la sénatorerie d'Ajaccio. L'Empereur l'élève à la dignité de comte de l'Empire en 1808. Il fait partie du cercle de la mère de l'Empereur.
Lors des événements de 1814, il adhère à l'acte de déchéance formulé par le Sénat conservateur et fait partie de la députation de la ville de Bastia qui est reçue par le roi de France Louis XVIII. Ce dernier le fait pair de France le 14 juin, et lui remet la croix de Saint-Louis le 21 décembre.

### La Restauration
Napoléon, à son retour, le conserve à la Chambre des pairs, d'où l'élimine Louis XVIII à son retour.
Mis à la retraite le 1er septembre 1817 il est nommé, en 1818,  président provisoire et membre honoraire de la Société d'Instruction Publique du Département de la Corse, lors de la séance de sa restauration.
Réintégré dans sa dignité de pair le 21 novembre 1819, il meurt le 28 novembre 1825.

## États de service
- 25 juillet 1792 : colonel du 49e régiment d'infanterie de ligne
- 27 mai 1792 : général de brigade
- 19 mars 1794 : général de division

## Autres fonctions
- Membre du Sénat conservateur (4 nivôse an VIII (25 décembre 1799) - 1814) : titulaire de la sénatorerie d'Ajaccio ;
- « Pair de France » (membre de la Chambre des pairs)[16],[17] :
  - « À vie » le 4 juin 1814,
  - De nouveau le 2 juin 1815 (Cent-Jours),
  - Exclu de la Chambre des pairs par l'ordonnance du 24 juillet 1815[16],[17],
  - Titre de pair rétabli en faveur du même, par l'ordonnance du 19 novembre 1819, comme baron-pair héréditaire (sans majorat de pairie)[17].

## Titres
- Comte Casabianca et de l'Empire (lettres patentes du 26 avril 1808 (Bayonne), nouvelles lettres du 5 octobre 1808 (Erfurt)[18]) ;
- Titre de comte héréditaire, confirmé par lettres patentes du 24 mars 1817[17] ;
- Titre de comte héréditaire confirmé sur réversion en faveur du petit-fils, François Xavier Joseph de Casabianca, sénateur du Second Empire par décret impérial du 5 novembre 1869[17].

## Distinctions
- Légion d'honneur[19] :
  - Légionnaire (9 vendémiaire an XII (2 octobre 1803)), puis,
  - Grand officier de la Légion d'honneur (25 prairial an XII (14 juin 1804)) ;
- Chevalier de Saint-Louis (21 décembre 1814).

## Armoiries
| Figure | Blasonnement |
|        | Armes des Casabianca Parti : au 1, de gueules, à une tour sommée à senestre d'une guérite et adextrée d'un cyprès, le tout d'argent ; au 2, d'or, à un arbre de sinople, sommé d'une colombe d'argent. Ou« Parti: au 2, » au lieu de : « d'or à un arbre de sinople, etc., » lisez : d'or à un arbre arraché de sinople, sommé d'une colombe d'argent tenant en son bec une banderole sur laquelle est écrit : « In bello leones, in pace columbae. » |
|        | Armes du comte Casabianca et de l'Empire Lettres patentes du 26 avril 1808 (Bayonne)Premier : quartier du Sénat ; deuxième & troisième, quartier de gueules chargés d'une tour surmontée d'une guérite, d'argent, ayant à dextre un cyprès de sable, lampassé d'argent ; quatrième, quartier de gueules chargé de trois poignées d'argent, placées deux et une., - Livrées : rouge, blanc & jaune. Lettres patentes du 5 octobre 1808 (Erfurt)Écartelé ; au premier, quartier des comtes sénateurs ; au deuxième de gueules à la tour d'argent crénelée de cinq pièces sommées à sénestre d'une guérité d'argent et adextréde d'un cyprès d'or ; au troisième de gueules au pin d'or, sommé d'une colombe d'argent ; au quatrième d'azur, au badelaire d'argent poigné et virolé d'or., - Livrées : rouge, blanc & jaune. |
|        | Armes du comte « de » Casabianca, pair de France Parti ; au 1er, de gueules à la tour d'argent, crénelée de cinq pièces, sommée à senestre d'une guérite d'argent et adextrée d'un cyprès d'or ; au 2e, d'or au pin au naturel, sommé d'une colombe d'argent. |